# George James Symons
Pour les articles homonymes, voir Symons.
George James Symons, né le 6 août 1838 à Pimlico (Grand Londres) et mort le 10 mars 1900 à Londres, est un météorologue britannique, qui fonda et dirigea la British Rainfall Organisation, le premier réseau de données pluviométriques s'étendant à toutes les îles Britanniques. Il s'occupa également de différents autres aspects de la météorologie dont son histoire et fut président de la Royal Meteorological Society. Il devint membre de la Royal Society puis fut nommé « Fellow ».

## Biographie
George James Symons est né à dans le quartier Pimlico de Londres. Vers la fin des années 1850, alors qu'il avait 20 ans, il étudia à l'école des Sciences pour devenir enseignant de sciences au niveau secondaire. Son professeur de physique, John Tyndall, était conseiller auprès du Board of Trade et le recommanda à cet organisme qui l'engagea dans son département de météorologie en 1860. Ce service est l'ancêtre du service météorologique national britannique actuel dont la mission en 1860 était de colliger les données météorologiques et de faire des prévisions maritimes.
La même année, Symons publia le premier recueil annuel des précipitations au Royaume-Uni, soit les données de 168 stations météorologiques en Angleterre et au pays de Galles. Trois années plus tard, Symons démissionna car il considérait que son patron, Robert FitzRoy, ne portait pas assez d'intérêt à la mesure des précipitations pour la prévision météorologique. Il décida donc de fonder lui-même avec un groupe de volontaire un réseau couvrant toutes les îles Britanniques. Dès 1866, il put faire des cartes complètes de la distribution des précipitations au Royaume-Uni. Il poursuivit ce travail jusqu'en 1899, développant le réseau qui compta jusqu'à 3 528 stations : 2 894 en Angleterre et au pays de Galles, 446 en Écosse et 188 en Irlande. En plus de ses volumes annuels de données appelés British Rainfall, il publia également des sommaires mensuels dans Meteorological Magazine.
Le travail de Symons se révéla très utile non seulement pour les prévisions météorologiques mais également aux ingénieurs pour la planification des ouvrages de génie civil et aux hydrologues pour le calcul d'évaporation et de percolation des sols. Il fit tout ce travail à titre bénévole et passa devant plusieurs comités des parlementaires pour expliquer ses résultats. Symons s'intéressa également à la foudre en boule et à l'histoire de la météorologie. Il légua d'ailleurs sa bibliothèque bien garnie à la Royal Meteorological Society, dont il devint membre à l'âge de 18 ans et fut président en 1880 et en 1900. Il mourut le 10 mars 1900 et est enterré au cimetière de Kensal Green à Londres.

## Distinctions
En juin 1878, il fut élu Fellow de la Royal Society à cause de son travail d'auteur d'une série de volumes annuels sur la pluviométrie des îles Britanniques, des publications sur les vents dans les Bermudes et Halifax (Nouvelle-Écosse), ainsi que sur les températures et des cartes hydrographiques,.
Symons a été membre de plusieurs autres sociétés de météorologie, dont celles d'Écosse et d'Australie-Asie; de la Royal Botanical Society; et il fut élu deux fois au conseil de la Société météorologique de France. En 1891, il est fait chevalier de la Légion d'honneur.
Il est aussi connu comme l'inventeur d'un type de pluviomètre capable de rapporter des taux très importants de pluie et sa participation à des améliorations pour d'autres types d'instruments météorologiques dont un thermomètre pour mesurer la radiation solaire
Une médaille d'or à sa mémoire est attribuée par la Royal Meteorological Society depuis 1901. La médaille est décernée tous les deux ans pour un travail distingué en rapport avec la science météorologique. Une représentation de la tour des Vents à Athènes apparaît au verso de cette médaille.